# Gold Dust
Gold Dust — тринадцатый студийный альбом американской певицы Тори Эймос, выпущенный 1 октября 2012 года на лейблах Deutsche Grammophon и Mercury Classics. Альбом спродюсирован Тори Эймос при сотрудничестве с давним соратником Джоном Филиппом Шинейлом. Вдохновленный предыдущими начинаниями Эймос, в том числе классическим альбомом Night of Hunters (2011), Gold Dust включает избранные из ранее выпущенных поп-рок песен в стиле барокко-поп, записанные в сопровождении оркестра. Повторно представленный материал, который охватывает период с выхода первого альбома Little Earthquakes (1992) вплоть до альбома Midwinter Graces (2009), был отобран лично певицей и записан с известным оркестром «Метрополь» под руководством Жюля Бакли.

## Предыстория
Предтечей для записи Gold Dust стал концерт, где Эймос выступала с оркестром «Метрополь» в рамках серии концертов «Week of the Metropole». Концерт, данный в Heineken Music Hall в Амстердаме 8 октября 2010 года, стал первым оркестровым концертом в карьере Эймос и дал почву для записи треков, которые вошли в Gold Dust.
Проект был запущен в ознаменование 20-летия выхода первого альбома Эймос Little Earthquakes (1992), а также музыки, вышедшей с тех пор. Коллекция песен автобиографична для певицы, представляющая собой личный рассказ, в основном об одиночестве. О песнях, вошедших в проект, Эймос говорила: «[песни] коллекция новых студийных записей, которые сейчас здесь, я представляла именно такими».

## Реакция критики
| Совокупная оценка   | Совокупная оценка |
| Источник            | Оценка            |
| ------------------- | ----------------- |
| Metacritic          | 68%               |
| Оценки критиков     |                   |
| Источник            | Оценка            |
| Allmusic            | [ 3 ]             |
| American Songwriter | [ 4 ]             |
| The A.V. Club       | C+                |
| Paste               | 8.7/10            |
| Slant Magazine      | [ 7 ]             |

American Songwriter дал восторженный отзыв о Gold Dust, заявив, что часто Эймос улучшает оригинальные версии песен и похвалил её навыки как музыканта, вокалиста и саунд-продюсера.
В обзоре портала Звуки.Ру Сергей Мудрик написал, что певица «убрала из песен весь рок-инструментарий, оставив в компании пышных аранжировок лишь фортепьяно и собственный голос. По большому счёту, легко представить все эти переосмысленные старые композиции и без силы оркестрового звучания. На пластинке оно - лишь приятный и ненавязчивый аккомпанемент к этакой студийной версии концертного выступления певицы».
Музыкальный журнал Trill поставил оценку 6 из 10, указав на то, что «идея с Gold Dust, похоже, пришла легко и непринужденно, и в таком же тоне была реализована, от чего запись приятна, но отнюдь не незабываема. Чувствительность оркестровой аранжировки требует и недюжинного напряжения вокала: выше, сильнее, говорят скрипки, а Тори уже отнюдь не девочка. Собственно, Gold Dust – это выплеск накопившейся энергии и мыслей, переосмысление с высоты (как ни крути) благополучия, что может отдалить одних слушателей и очаровать других. Но к прослушиванию – обязательно, ибо не каждый день оказываются на воле 15 песен чистой незлободневной красоты».

## Список композиций
Слова и музыка всех песен — Эймос.
| №   | Название                                                    | Длительность |
| --- | ----------------------------------------------------------- | ------------ |
| 1.  | «Flavor» (из Abnormally Attracted to Sin; 2009)             | 4:05         |
| 2.  | «Yes, Anastasia» (из Under the Pink; 1994)                  | 4:20         |
| 3.  | «Jackie's Strength» (из From the Choirgirl Hotel; 1998)     | 4:35         |
| 4.  | «Cloud on My Tongue» (из Under the Pink; 1994)              | 4:20         |
| 5.  | «Precious Things» (из Little Earthquakes; 1992)             | 4:45         |
| 6.  | «Gold Dust» (из Scarlet's Walk; 2002)                       | 5:45         |
| 7.  | «Star of Wonder» (из Midwinter Graces; 2009)                | 3:45         |
| 8.  | «Winter» (из Little Earthquakes; 1992)                      | 5:45         |
| 9.  | «Flying Dutchman» (из "China" single; 1992)                 | 6:20         |
| 10. | «Programmable Soda» (из American Doll Posse; 2007)          | 1:25         |
| 11. | «Snow Cherries from France» (из Tales of a Librarian; 2003) | 3:00         |
| 12. | «Marianne» (из Boys for Pele; 1996)                         | 4:05         |
| 13. | «Silent All These Years» (из Little Earthquakes; 1992)      | 4:35         |
| 14. | «Girl Disappearing» (из American Doll Posse; 2007)          | 4:05         |

| №   | Название                                                  | Длительность |
| --- | --------------------------------------------------------- | ------------ |
| 15. | «Maybe California» (из Abnormally Attracted to Sin; 2009) | 4:20         |

| №   | Название                                 | Длительность |
| --- | ---------------------------------------- | ------------ |
| 15. | «Snow Angel» (из Midwinter Graces; 2009) | 3:45         |

## Участники записи
- Тори Эймос – вокал, Bösendorfer (пианино), продюсирование
- Джон Филипп Шинейл – аранжировки

## Позиции в чартах
| Чарт (2012)                      | Наивысшая позиция |
| -------------------------------- | ----------------- |
| Australian Albums Chart          | 60                |
| Billboard 200 (U.S.)             | 63                |
| Billboard Top Rock Albums        | 25                |
| Billboard Top Classical Albums   | 3                 |
| Billboard Top Alternative Albums | 16                |
| Billboard Tastemakers            | 23                |
| UK Albums Chart                  | 36                |

## Комментарии
1. ↑  Based upon 10 reviews according to Metacritic
Gold Dust Review. Metacritic. Дата обращения: 5 октября 2012. Архивировано из оригинала 16 января 2013 года.